# Юровичский сельсовет (Гомельская область)
Юровичский сельсовет — административная единица на территории Калинковичского района Гомельской области Белоруссии. Административный центр — агрогородок Юровичи.

## История
В 2013 году к сельсовету присоединена территория и 7 населённых пунктов упразднённого Берёзовского сельсовета.

## Состав
Юровичский сельсовет включает 15 населённых пунктов:
- Берёзовка — деревня.
- Боец — деревня.
- Водовичи — деревня.
- Гряда — деревня.
- Игнато-Фабияновка — деревня.
- Крышичи — деревня.
- Ленино — деревня.
- Обуховщина — деревня.
- Огородники — деревня.
- Прудок — деревня.
- Слободка — деревня.
- Ужинец — деревня.
- Шарейки — деревня.
- Чёрновщина — деревня.
- Юровичи — агрогородок.